# Раисовка (Белгородская область)
Раи́совка — село в Прохоровском районе Белгородской области России, входит в Кривошеевское сельское поселение.
Село находится на высоте 238 м над уровнем моря.
В Раисовке есть отделение почтовой связи «Раисовка» Прохоровского почтамта УФПС Белгородской области — филиала ФГУП «Почта России» (почтовый индекс — 309016)

## История
Село, а вернее, сельцо Раиса (Раисовка) было основано помещиком Федосеем Михайловичем Раевским, предводителем дворянства Старооскольского уезда, отставным майором, в 1803—1809 годах. Первыми поселенцами были подданные малороссияне, перевезенные из родового имения его жены — Александры Андреевны (урожденной Фениной), из слободы Хворостянки (Андреевки) Старооскольского уезда (сегодня это Губкинский район). Жена Федосея Михайловича умерла в 1810 году, оставив ему 11 детей, но только двое из них связаны с историей Раисовки — дочь Наталья (1796 г.р.) и сын Петр (1801 г.р.).
К 1811 году сельцо насчитывало 6 дворов. Представители этих родов и по сегодняшний день составляют основу населения Раисовки.
В 1816 году, еще при жизни Федосея, основная часть владений переходит к дочери (Наталье), вышедшей замуж за капитана Алисова. В последствии, её одна из долей перешла к кондровскому помещику Иоасафу Ивановичу Алисову, а другая перешла по праву продажи внукам Ильинского, Николая Самсоновича. С отменой крепостного права в сельце образовалось два общества из подданных Ильинских и Медведевых, получивших в свое время право владения также путем наследования земель сыном Петром Федосеевичем, а от него его дочерью Софьей Медведевой (в 1858 году она второй раз вышла замуж за штабс-капитана Медведева).
В 1864 году крестьяне первого сельского общества выкупили у помещика Ильинского 104 десятин и 1200 сажень земли. Владение землями после смерти Софьи перешло сначало ее дочери Софье Славянской, которая в свою очередь сдала землю в аренду крестьянину Григорию Кабанкову. Он отдал часть земель в субаренду землякам, но после конфликта в 1919 году был ими же и убит.
Также, после отмены крепостного права, по волостному делению сельцо Риса в 60-70-е годы XIX века входило в Ольховатскую волость, а в 80 — 90 гг — в Истобнянскую волость.
В начале XX века относилась к вновь образованной Вязовской волости.
По данным документам 1885 года в сельце Раиса проживало 111 человек, было 14 дворов — Медведевых и 22 двора и 156 жителей в собственности Ильинского. По данным на 1897 год насчитывалось 40 дворов и 291 житель.
С 1932 года Раисовка стала расстраиваться в направлении Масловки, образовав тем самым новую Раисовку -Новоселовку. С 1928 по 1962 годы село стало входить в состав Скороднянского района.
В 1921 году в селе была эпидемия холеры. Было ограничен въезд и выезд из села.
С приходом коллективизации в селе образовался колхоз «17-й Партсъезд».
Свое название современная Раисовка получила, как и многие другие поселения, как производное от имени. Однако, в исторических данных краеведами не было найдено никого с именем Раиса, в честь кого могло бы произойти такое название. До революции село было сельцом и имело несколько производных от названия: «Раисса» и «Раевка».

## Население
| 2002 | 2010 |
| ---- | ---- |
| 80   | ↘62  |